# Седлецький повіт
Седлецький повіт (пол. powiat siedlecki) — один з 37 земських повітів Мазовецького воєводства Польщі.
Утворений 1 січня 1999 року в результаті адміністративної реформи.

## Загальні дані
Повіт знаходиться у східній частині воєводства.
Адміністративний центр — місто Седльце.
Станом на 1.01.2008 населення становить 80 582 осіб, площа 1603,52 км².

## Географія
Річки: Костжинь.

## Демографія
Демографічні дані повіту станом на 30.06.2005:
|       | Всього | Всього | Жінки  | Жінки | Чоловіки | Чоловіки |
| ----- | ------ | ------ | ------ | ----- | -------- | -------- |
|       | осіб   | %      | осіб   | %     | осіб     | %        |
| Повіт | 80 566 | 100    | 40 002 | 49,7  | 40 564   | 50,3     |
| Міста | 1810   | 100    | 926    | 51,2  | 884      | 48,8     |
| Села  | 78 756 | 100    | 39 076 | 49,6  | 39 680   | 50,4     |